# عبادة شخصية
عبادة الشخصية هو التمادي والتملق المفرط لرأس الدولة في النظام الشمولي. استطرادا، يمكن أن تنطبق على أي شخص يستفيد من قوة اللوبي الإعلامي أو يديره بنفسه. يتم الحفاظ على عبادة الشخصية عبر مختلف وسائل الدعاية (البروباغندا)، ويتطلب ذلك خصوصا، استخدام وسائل الإعلام والتواصل على نطاق واسع واتخدام التظاهرات والمسيرات والمظاهرات عفوية كانت أم لا.

## المصطلح
يأتي المصطلح من تعبير نيكيتا خروتشوف في المؤتمر العشرين للحزب الشيوعي في الاتحاد السوفياتي سنة 1956. تمت ترجمت التعبير الروسي культ личности، الذي يعني «عبادة الشخص [ستالين].» تستخدم في الأصل لإدانة الستالينية والدعاية لما كان يسمى «الأب الصغير للشعب»، جوزيف ستالين، تم تطبيق المصطلح بسرعة على جميع أنواع التجاوزات الأنانية في النظم الشمولية الشيوعية (كما كان في رومانيا مع نيكولاي تشاوتشيسكو وفي الصين مع ماو تسي تونغ) أو حتى مع المعادين للشيوعية كالنازية وريقتها في الدعاية للقائد، ونظام فرانكو في إسبانيا والذي شجع فكرة ان الزعيم Caudillo هو «بنعمة الله»، والسالازيرم في البرتغال أو الفاشية الإيطالية بعبادة الدوتشي.

## الخلفية
على مر التاريخ، تقريبا كان جل الملوك وزعماء الدول يتمتعون بتقديس هائل. استند بعض الحكام على سبيل المثال، من خلال مبدأ الرعاية الإلهية للملوك، لمناصبهم وفقا لإرادة الله. الامبراطورية الصينية (انظر تفويض السماء)، مصر القديمة، اليابان، الإنكا، الأزتيك، التبت، تايلند، والإمبراطورية الرومانية (انظر عبادة القيصر) ويلاحظ خصوصا في هذه الامثلة إعادة وصف الملوك بالملك الإله.
أدلى انتشار الأفكار الديمقراطية والعلمانية في أوروبا وأمريكا الشمالية في القرنين 18 و 19 إلى صعوبة احتفاظ الملوك بصفتهم الإلهية. إلا أن التطور المضطرد لمعالجة الصور، تسجيل الصوت، الأفلام، والإنتاج الضخم، فضلا عن التعليم العام والتقنيات المستخدمة في الإعلانات التجارية، تمكين القادة السياسيين إلى إعطاء صورة إيجابية لم يسبق لها مثيل. فضلا لهذه الظروف خلال القرن 20 نشأت أشهر عبادة الشخصيات في طوائف معروفة. هذه الطوائف عادة هي شكل من أشكال الدين السياسي.

## العبادة الحديثة
خارج فترة الاستحقاق اليوناني بين القرنين الرابع والسادس قبل الميلاد، حيث لم يكن هناك رجل واحد، حتى قبل استدعاء الهيبة الناجمة عن النصر العسكري (Miltiades، ثميستوكليس، Cimon)، وحسابات لاتجاه المدينة، وعبادة الزعيم واصلت لطرح المشكلة والسياسية والاجتماعية: الأباطرة الرومان كانوا مؤله في النهائي الكبير، وغالبا ما ينظر للملك على «أب الأمة»، وغالبا ما يتم الجمع بين سلطته بتفويض إلهي. هذا الرقم من السيادة هو كلي الوجود ورعاياها يصاحب الورقة إلى الطوابع، وصور لشنق عملة في المحاكم والإدارات.
ما هو جديد وندد خروشوف ما هي الشركة التي تدعي أنها ديمقراطية، والذي يجب أن يكون، نسخة العادات الإقطاعية في الانجراف أناني. الجدة تكمن أيضا في الوسائل الحديثة المستخدمة: القرن العشرين يوفر الأدوات التقنية ل تغطية وسائل الإعلام لم يسبق لها مثيل في العصور الإقطاعية. عبر الصحف والإذاعة وعرض رئيس للشخص، سواء كان هتلر، والد الدول، الربان العظيم، الزعيم، ديوس، رئيس الجمهورية أو مرشح لرئاسة الجمهورية يدخل في الحميمية اليومية تلقينهم المواطنين. جورج أورويل جعل السخرية من هذا الدين الجديد مع شخصية الأخ الأكبر («الاخ الأكبر») في روايته 1984.

## الجوانب النموذجية
في كثير من الأحيان ما تكون الجوانب النموذجية هي الصفات الرئيسية التي تتقاسمها الأديان السياسية (ليست حاضرة كلها بقوة دائما) (الطوائف على وجه الخصوص)، وتشمل الدين السياسي.
- الهيكلة
  - الاستبعاد بين نفسه والآخر بشيطنة الآخر، (في الدين التوحيدي، عادة ما يعتمد في التفريق عبر العضرية في بعض العقائد والسلوكيات الاجتماعية; وفي الدين السياسي، قد يكون التمايز بدلا من ذلك في أسباب مثل الجنسية، المواقف الاجتماعية، أو العضوية في الأحزاب السياسية «العدوة»)
  - قيادة متعالية، إما بنزعات متعصبة أو كمظهر من مظاهر الالهية، غالبا ما يتم تصوير القيادة وكأنها كاريزمية؛
  - هياكل تنظيمية مبنية على نوع من الدين، مثل التسلسل الهرمي السماوي أو نظام دعه يتحمل المسؤولية أمام الخالق؛
  - السيطرة على التربية والتعليم، من أجل ضمان أمن واستمرار والتبجيل للنظام القائم.
- الإيمان
  - نظام اعتقاد متماسكة لفرض المعنى الرمزي على العالم الخارجي، مع التركيز على الأمن من خلال الثقة في النظام؛
  - عدم التسامح والأيديولوجيات الأخرى من نفس النوع
  - درجة من اللاواقعية
  - الاعتقاد بأن الفكر المتبع هو الطريق الوحيد الطبيعي أو واضحة، حيث أن الذين يرفضونه لهم نوع من «العمى» (على الأقل بالنسبة لمجموعات معينة من الناس)
  - رغبة حقيقية من طرف الأفراد لتحويل الآخرين باعتناق نفس الفكر
  - الاستعداد لتبرير الوسيلة عبر الهدف، على وجه الخصوص الاستعداد لاستخدام العنف والتزوير
  - الايمان بالقضاء والقدر والاعتقاد بأن الفكر ستنتصر حتما في نهاية المطاف

هذه هي مجرد قائمة من بعض الجوانب المشتركة، ليس كل من هذه الجوانب دائما موجودة في أي دين سياسي.

## روابط خارجية متعلقة
- تدوينة أنارشية نقدية ساخرة تحت عنوان: الديكتاتورية ومؤخرة الإمبراطور